# هنريتا هيل سوب
هنريتا هيل سوب (26 أكتوبر 1902-24 نوفمبر 1980) عالمة فلك أمريكية درست النجوم المتغيرة. قاست على وجه الخصوص العلاقة الرياضية التي تربط نورانية النجوم السيفاوية مع الفترة الزمنية لنبضاتها، وهي النجوم المتغيرة الساطعة التي ترتبط فترات تباينها بشكل مباشر مع لمعانها الجوهري. لذا يمكن أن ترتبط فتراتها المقاسة بمسافاتها وتستخدم لقياس حجم مجرة درب التبانة والمسافات إلى المجرات الأخرى.

## حياتها الشخصية
كانت ابنة ماري هيل وجيرارد سوب، وابنة أخت هربرت بايارد سوب. درّس والداها في هال-هاوس في شيكاغو في أواخر تسعينيات القرن التاسع عشر، حيث التقيا. التحق والدها بمعهد ماساتشوستس للتكنولوجيا وكان مهندسًا. عمل في جنرال إلكتريك، ثم ترقى ليصبح رئيسًا للشركة في عام 1922، ومكّن ابنته من أن تكون ثرية بشكل مستقل طوال حياتها.
تعلمت سوب من المحادثات في مرصد ماريا ميتشل أثناء إجازتها مع عائلتها في نانتوكيت، وتلقت دروسًا مسائية هناك مع شقيقها. حضرت محاضرات عالم الفلك، هارلو شابلي، في جامعة هارفارد، وعملت معه لاحقًا على دراسة نجوم مختلفة.

## التعليم
التحقت سوب بكلية بيرنارد، وتخرجت منها عام 1925 بدرجة بكالوريوس في الرياضيات. حضرت صفًا واحدًا في علم الفلك للمحاضر هارولد جاكوبي في سنتها الأخيرة فقط.
بعد تخرجها، عادت سوب إلى شيكاغو ودرست في كلية إدارة الخدمة الاجتماعية في جامعة شيكاغو، ولكن لمدة عام واحد فقط.
حصلت على درجة الماجستير في علم الفلك عام 1928 من كلية رادكليف، أثناء عملها مع هارلو شابلي.

## التاريخ المهني
عَلِمَت سوب بتقديم الدكتور شابلي، في جامعة هارفارد، منحًا للنساء للعمل على إيجاد نجوم متغيرة. قررت سوب التوجه إلى هارفارد للقاء شابلي في عام 1926، وبدأت العمل مع «فتيات» أخريات لتحديد النجوم المتغيرة في درب التبانة، وأصبحت هناك صديقة لكل من سيسيليا باين جابوشكين وأديلايد أميس. دعمت نفسها براتب من جامعة هارفارد وراتب من عائلتها. أصبحت خبيرة في تقدير أحجام النجوم من الصور الموجودة على لوحات التصوير الفوتوغرافي.
غادرت سوب جامعة هارفارد للعمل في مختبر الإشعاع التابع لمعهد ماساتشوستس للتكنولوجيا في عام 1942. تقول في تاريخها الشفهي: «سُئلت عن المبلغ الذي أحصل عليه في هارفارد، وأجبت على ما أعتقد 2000 دولارًا. هذا ما قالوا إنهم سيدفعونه لي، وما كنت أحصل عليه، لكنه قليل جدًا بالنسبة لهم. لم يستطيعوا. لذلك تألقت بسرعة إلى حد ما». عملت في نظام لوران الملاحي بين عامي 1942-1947.
درّست سوب بين عامي 1947-1952 علم الفلك في كلية بارنارد وكلية كونيكتيكت للنساء، وأجرت بحثًا باستخدام لوحات قديمة من جامعة هارفارد.
في عام 1952، طلب والتر بادي من معهد كارنيجي لمراصد واشنطن، من هيل سوب، وعبر الوسيط مارتن شوارزشيلد، أن تأتي للعمل معه على نجوم متغيرة اكتُشفت في مجرات أخرى بواسطة تلسكوب هيل الجديد بقياس 200 بوصة في مرصد بالومار. رغم تعيينها كباحثة مساعدة لبادي في مجموعة دراسات السديم، عملت سوب بشكل مستقل لدرجة كتابتها لمنشورات علمية حملت اسم بادي بعد وفاته. بقيت في معهد كارنيجي لبقية حياتها المهنية، وتقاعدت رسميًا في عام 1968.
أفاد بحث بادي وسوب في عام 1964 بنتائج منحنيات الضوء لمتغيرات سيافوية بلغ عددها 275، استنبطتها سوب من لوحات فوتوغرافية لمجرة المرأة المسلسلة التقطها تلكسوب هيل الجديد نسبيًا بحجم 200 بوصة في جبل بالومار. أبلغ بادي وسوب عن مسافة جديدة إلى مجردة أندروميدا (M31)، بلغت 24.25 مقياسًا لنموذج المسافة، وتابعا هذا العمل في عام 1963 بنتائج جديدة لعشرين متغير سيفاوي في منطقة من مجرة المرأة المسلسلة (أندروميدا)، أقل تأثرًا بالإخماد، وقدرا معامل مسافة جديدًا للمجرة يبلغ 24.20 مقياسًا لنموذج المسافة.